# Raja Babu

Raja Babu est un film indien de David Dhawan sorti en 21 janvier 1994. Le film met en vedette Karisma Kapoor (créditée Karishma Kapoor) et Govinda. La musique est composée par Anand-Milind sur des paroles de Sameer,.

## Synopsis
Raja Babu (Govinda) est un pauvre orphelin adopté par un couple de riches villageois (Kader Khan et Aruna Irani). Homme au grand cœur, mais manquant de bonnes manières, il tombe amoureux de Madhu (Karisma Kapoor) quand il voit sa photo et la poursuit sur sa moto décorée de fleurs en plastique. Impressionnée par son apparence élégante et ses belles paroles, elle répond à son amour mais se ravise quand elle réalise qu'il n'a aucune éducation, contrairement à elle. 

## Fiche technique
- Réalisation : David Dhawan
- Musique :  Anand-Milind
- Date de sortie : 21 janvier 1994

## Distribution
- Govinda : Raja Babu
- Karisma Kapoor : Madhu
- Shakti Kapoor : Nandu Sabka Bandhu
- Kader Khan : Kishen Singh
- Aruna Irani : Janki Singh
- Prem Chopra : Lakhan Singh
- Gulshan Grover : Banke Singh
- Yunus Parvez : Lala Shukiram
- Kanchan : sœur de Madhu
- Sameer Khakhar : Amavas Singh
- Vikas Anand : père de Madhu
- Arun Bakshi : Chandra Mohan
- Beena Banerjee : Mrs. Chandra
- Shashi Kiran : le photographe
- Dina Pathak : mère de Bansi
- K. K. Raj : Bansi
- Mahavir Shah : policier
- Sudhir : policier
- Javed Khan : facteur et écrivain

## Box office
Le film est un hit et se classe 4e au box office indien, rapportant plus de 135 000 000 roupies indiennes.